# Луххишшан
Луххишшан (Лухишшан; Lukh-Ishshan) — царь древнего эламского города Аван, правивший около 2300 года до н. э., из Аванской династии. Вероятно, сын сестры предыдущего правителя Кикку-сиве-темти (Kikku-Sive-Temti).
В царствие Лухишшана около 2300 до н. э. произошло вторжение аккадских войск Саргона (Шаррумкена) в Элам, где в это время существовало несколько небольших номов, государств, среди которых наиболее значительными были собственно Элам (или Адамдун) во главе с царём (шарру) Луххишшаном и энси (ишшакку) Санамсимурру (?) и Варахсе с правителем (шакканаку) Сидгау. Поход закончился успешно, Саргон взял города Уруа, Аван и Сузы, в плен были взяты правитель и судья Варахсе Сидгау, царь Луххишшан, энси Элама Санамсимурру, энси города Хухнура (вероятно совр. Маламир) Зина, энси области Гунилахи, наряду с другими значительными лицами. В числе добычи упоминается строительный лес. Однако Элам не был, видимо, превращен просто в область Аккадской державы, очевидно, что все пленные правители признали власть Саргона и были им оставлены на местах.
| Аванская династия                |                                       |                      |
| Предшественник: Кикку-сиве-темти | царь Элама начало XXIII века до н. э. | Преемник: Хишепратеп |